# Muckle Bluff
Das Muckle Bluff ist ein Felsenkliff an der Südküste von Elephant Island im Archipel der Südlichen Shetlandinseln. Es ragt 8 km westlich des Walker Point auf.
Teilnehmer der British Joint Services Expedition (1970–1971) kartierten das Kliff. Seinen deskriptiven Namen erhielt es 1971 durch das UK Antarctic Place-Names Committee. Das aus der Schottisch-gälischen Sprache entliehene Wort muckle bedeutet groß.